# Glengarriff Harbour and Woodland SAC
Glengarriff Harbour and Woodland SAC este o arie protejată (arie specială de conservare — SAC, sit de importanță comunitară — SCI) din Irlanda întinsă pe o suprafață de 1.295,18 ha, integral pe uscat.

## Localizare
Centrul sitului Glengarriff Harbour and Woodland SAC este situat la coordonatele 51°45′10″N 9°33′38″W / 51.75272°N 9.560452°V.

## Înființare
Situl Glengarriff Harbour and Woodland SAC a fost declarat sit de importanță comunitară în mai 1998 pentru a proteja 5 specii de animale. Situl a fost protejat și ca arie specială de conservare în septembrie 2019.

## Biodiversitate
Situată în ecoregiunea atlantică, aria protejată conține 2 habitate naturale: Păduri de stejar sesil bătrân cu Ilex și Blechnum în Insulele Britanice, Păduri aluvionare cu Alnus glutinosa și Fraxinus excelsior (Alno-Padion, Alnion incanae, Salicion albae).
La baza desemnării sitului se află mai multe specii protejate:
- păsări (1): Sterna paradisaea
- mamifere (3): vidră de râu (Lutra lutra), focă obișnuită (Phoca vitulina), liliacul mic cu potcoavă (Rhinolophus hipposideros)
- nevertebrate (1): Geomalacus maculosus

Pe lângă speciile protejate, pe teritoriul sitului au mai fost identificate 2 specii de plante, 1 specie de păsări, 1 specie de mamifere, 10 specii de nevertebrate.